# Appleの歴史

Appleの現行ロゴマーク

本項では、多国籍テクノロジー企業 Appleの歴史（アップルのれきし）について記述する。Appleは1976年4月、スティーブ・ジョブズとスティーブ・ウォズニアック、およびロナルド・ウェインによって、マイクロコンピュータの「Apple I」を販売するために創業された。1977年1月に法人化された後、同年に発売された「Apple II」が大ヒットしたことでAppleは急成長を遂げ、1980年に新規株式公開を果たすとジョブズやウォズニアックは億万長者となった。その後、Appleは革新的なグラフィカルユーザーインターフェース（GUI）を備えるコンピュータの開発に向かい、1984年には初代「Macintosh」を発売した。1985年、ウォズニアックは会社を去り、その後社内で失脚したジョブズもまたAppleを離れ、新会社「NeXT」を設立した。1990年代に入ると、AppleのコンピュータはインテルのプロセッサとMicrosoft Windowsを搭載するPCに対して市場シェアを失い、業績も悪化した。
1997年、オペレーションシステム (OS) 開発に失敗したAppleは、有望なOSを持つNeXTの買収を決定し、その結果ジョブズが会社に復帰しNeXTの技術を基盤としたMac OS Xが開発された。AppleのCEOに任命されたジョブズは、1998年に「iMac」を成功させた後、2001年には「iPod」を発表し、Apple製品の地位を再び引き上げた。2007年1月、Appleがコンピュータ以外の電化製品に重点を移したことを反映し、それまでの「Apple Computer, Inc.（アップルコンピュータ）」から「Apple Inc.（アップル）」に社名が改められた。同年に発売されたApple初のスマートフォン「iPhone」は大きな成功を収め、Appleに莫大な利益をもたらした。2011年8月、ジョブズは健康上の問題でCEOを辞任し、ティム・クックが後を継いだ。ジョブズは2カ月後の2011年10月5日に亡くなった。

## 1971–1983

### 創業までの経緯
1971年の夏、当時16歳のスティーブ・ジョブズと当時21歳のスティーブ・ウォズニアックは共通の友人ビル・フェルナンデスの紹介で知り合い、友人となった。2人の商業的な協力関係は1971年の秋に始まり、ウォズニアックが雑誌記事を参考にオリジナルのブルーボックス（電話回線を不正利用して無料での長距離電話を可能にする機械）を自作し、ジョブズが学生などを相手にそれを売り回った。最終的に200台余りのブルーボックスが販売され、ジョブズとウォズニアックは大きな利益を上げたが、あるとき銃で脅されブルーボックスを奪われたことがきっかけとなり、身の危険を感じた2人は販売を止めた。ジョブズはのちに、ブルーボックスで商売をした経験がなければAppleが誕生することもなかったのは「100パーセント確実」だと語っている。

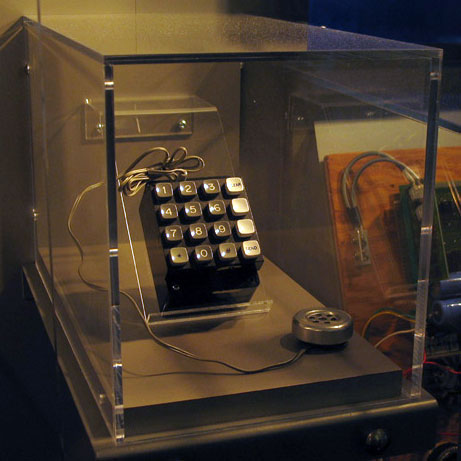
ウォズニアックが1970年代初頭に製作したブルーボックス

1975年までに、ジョブズはリード大学を中退してゲーム会社アタリに、ウォズニアックはカリフォルニア大学バークレー校を中退してヒューレット・パッカード (HP) に勤務していたが、ジョブズがウォズニアックを自分の職場に忍び込ませ、アタリのゲームを無料で遊ばせる代わりに仕事を手伝ってもらうなど、2人の交友関係は続いていた。1975年3月5日には、シリコンバレーのコンピュータマニアによる「ホームブリュー・コンピュータ・クラブ (HCC)」の第1回会合がカリフォルニア州メンローパークで開かれ、ウォズニアックも参加した。HCCで当時最新鋭の個人用コンピュータ「Altair 8800」に触れたウォズニアックは大きな刺激を受け、すぐに自作コンピュータの設計に取り掛かった。
1976年3月1日までに、ウォズニアックはプロセッサとして安価なMOS 6502を使用し、外部ディスプレイとしてテレビを、入力機器としてキーボードをつなぐことができる自作のマイクロコンピュータを完成させた。ウォズニアックは、のちに「Apple I」と命名されるこのマシンをHCCの会合に持ち込んで披露し、大きな反響を得た。ウォズニアック自身はApple Iの回路図を無料で配布することを望んでいたが、ジョブズはこのコンピュータの商業的可能性に興味を抱き、Apple Iの組み立てに必要なプリント配線板を製造販売するビジネスを2人で始めるべきだと訴えた。
ウォズニアックは勤務先であるヒューレット・パッカードにApple Iを売り込んだが、HPの上層部はそのようなコンピュータの製品化に関心を示さず、結局ウォズニアックはジョブズと共に新会社を立ち上げ、事業を始めることに合意した。商品となるプリント配線板を設計製造するには1,000ドル以上の費用が掛かったが、ジョブズは愛車のワーゲンバス（フォルクスワーゲン・タイプ2）を、ウォズニアックは愛用していたヒューレット・パッカード製のプログラム電卓 (HP-65) を売却し、1,300ドル余りの資金を捻出した。

### 創業・Apple Iの発売

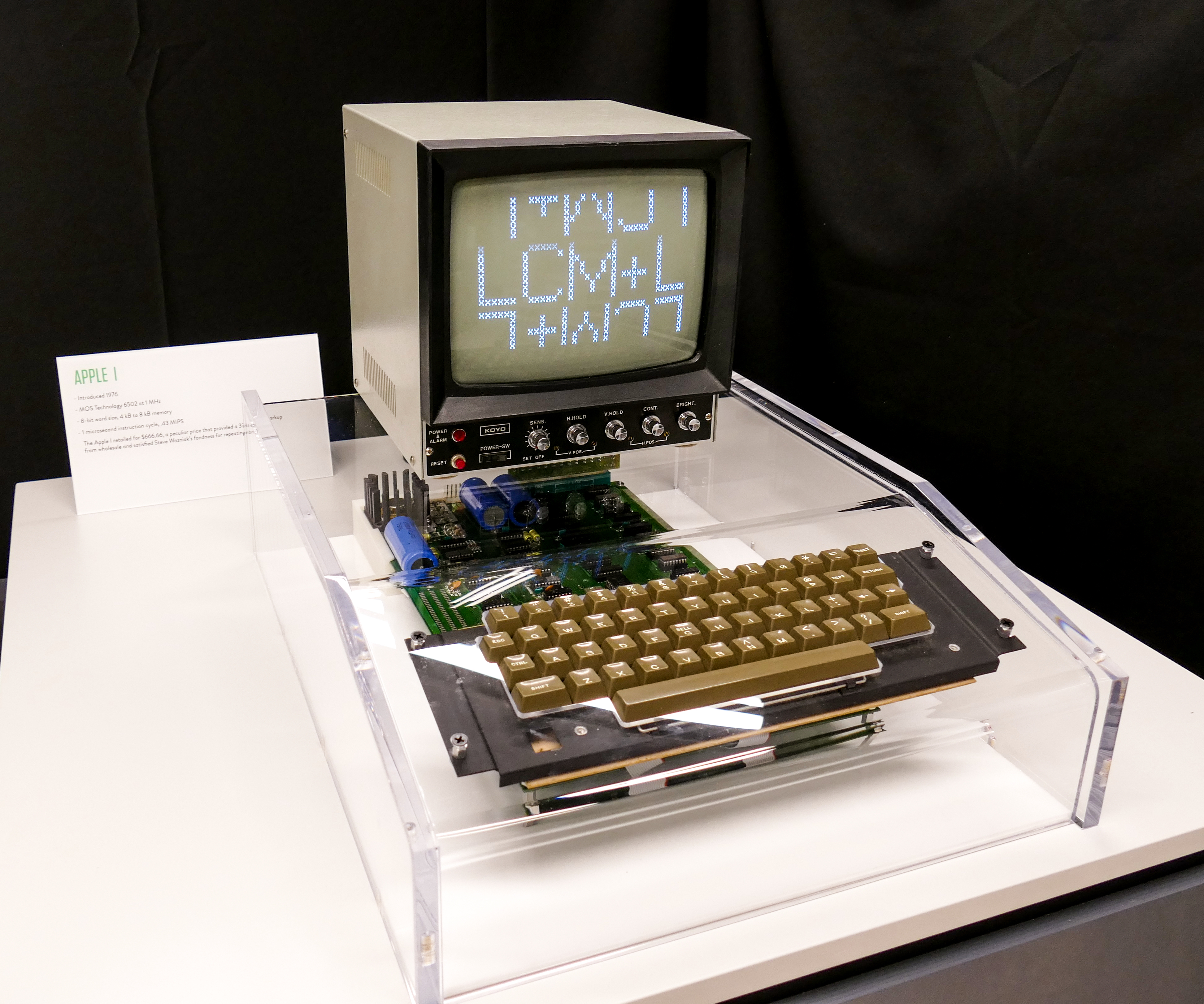
テレビとキーボードを接続して使用可能な状態にしたApple I

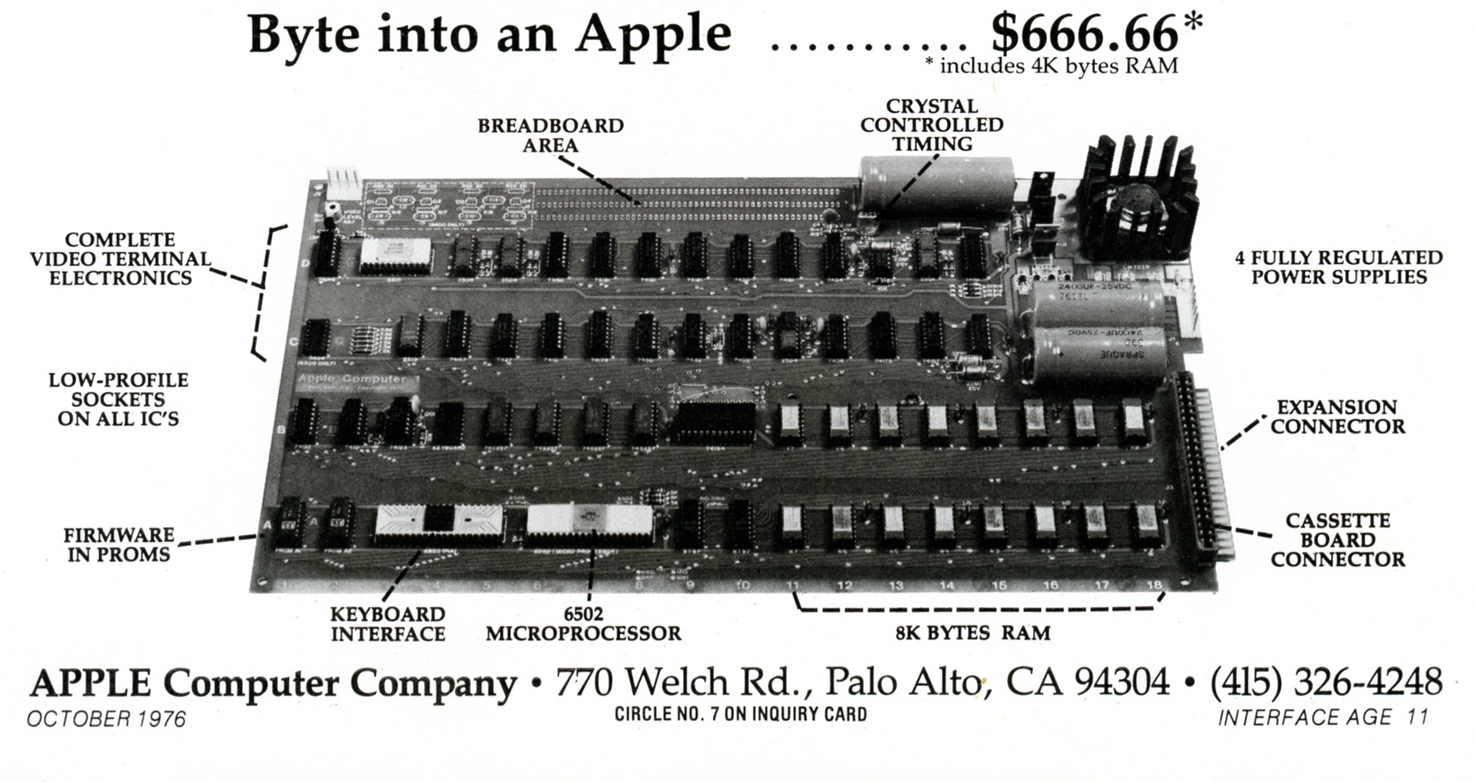
Apple Iの宣伝広告の一部。Apple Iはむき出しの基板として販売され、使用するにはキーボードやディスプレイを用意して接続する必要があった。

1976年4月1日、ジョブズとウォズニアックにロナルド・ウェインを加えた3人は、共同で「Apple Computer Company（アップルコンピュータ・カンパニー）」を創業し、カリフォルニア州のビジネス・パートナーシップとして登録した。アタリで製図工として働いていたウェインは、職場で出会ったジョブズと意気投合し、10パーセントの株式を持つという条件でジョブズに誘われ、Appleの創業に参画した。ジョブズとウォズニアックはそれぞれ45パーセントの株式を所持することとなり、2人の意見が対立した場合には、残りの株式を持つウェインがどちらかの側に付き、膠着状態を打開することが期待されていた。ウェインはApple Iの取扱説明書を作成したほか、リンゴの木に寄り掛かるアイザック・ニュートンを描いたApple初のロゴマークをデザインした。
ジョブズは「Apple Computer」という社名の由来について、当時果実食主義を実践していたことに加え、リンゴ農園から帰ってきたばかりだったこともあってこの名前を思いつき、その響きが「楽しげで、元気がよく、威圧感もない」と考え、その上「電話帳で（自身が退職した）アタリ社より上に来る名前でもあった。」ので採用にしたのだと説明している。一方のウォズニアックは、この社名はジョブズが不意に提案してきたもので真意は不明だとした上で、「彼は音楽好きであったので、アップル・レコード（ビートルズのレコードレーベル）から思いついたのかもしれない」と語っている。
ジョブズはより多くのプリント配線板を売るために個人以外の販路を求め、HCCの会合に顔を出したコンピュータ小売店「バイトショップ（Byte Shop）」の経営者ポール・テレルにApple Iのデモンストレーションを見せた。興味を持ったテレルはジョブズに名刺を渡して去ったが、その翌日にジョブズはマウンテンビューのバイトショップ店舗に突然押しかけ、テレルにApple Iを売り込んだ。説得されたテレルはその場でApple Iを50台注文し、納品時に1台につき500ドル（合計では2万5,000ドル）を現金で支払うと約束したが、テレルはジョブズが売ろうとしていたプリント配線板には興味がなく、「組み立て済みの完成品」を納入するよう要求した。
手持ちの資金ではそれだけ多くのコンピュータを組み立てるためのパーツは購入できなかったが、ジョブズは不審に思うパーツ業者にテレルとの取引が存在することを電話で確認させ、30日間の支払猶予つきでパーツを購入することに成功した。その後ロスアルトスのジョブズの実家では懸命な組み立て作業が行われた。29日後、ジョブズらは50台のApple Iを完成させてバイトショップに納入し、テレルから受け取った代金を使って期限内にパーツ業者への支払いを完了した。ジョブズらが納品した50台のApple Ⅰは、各種部品がプリント配線板にハンダ付けされたむきだしの基板（マザーボード）の状態であり、筐体やモニタ、キーボードなどを持つコンピュータを「完成品」として想定していたテレルは現物を見て少しうろたえたが、それでも約束の代金2万5,000ドルを支払った。
Apple Iは1976年7月から希望小売価格666.66ドルで発売され、最終的に合計で200台余りが製造された。創業者の1人であったウェインは、自分の会社を4年前に破産させていたこともあり、ジョブズのリスクを厭わない経営方針に大きな不安を抱いた。創業から2週間も経っていない1976年4月12日、ウェインは800ドルを受け取って所有する10パーセントの株式を自主放棄し、Appleを去った。

### 法人化・Apple IIの成功

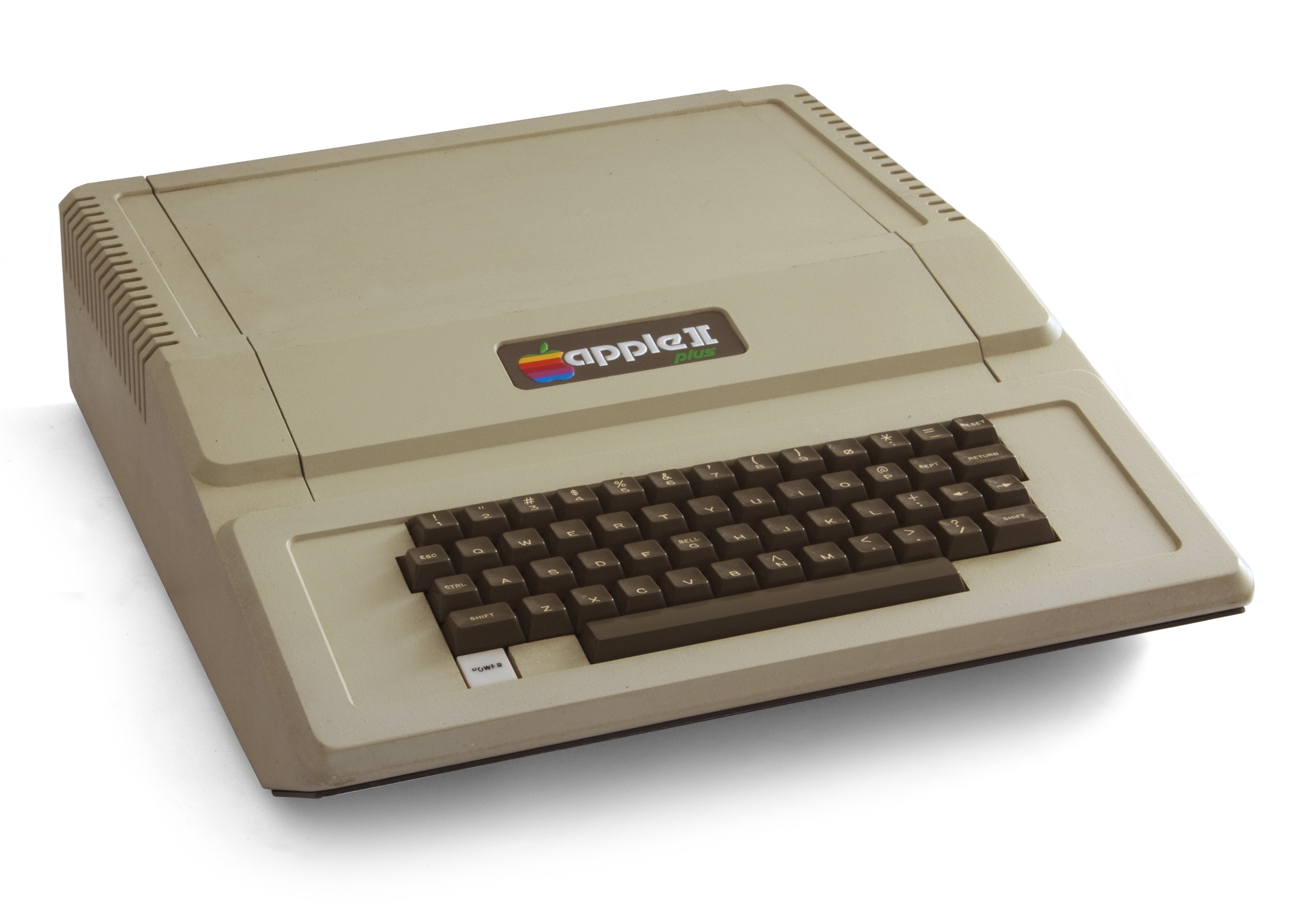
1979年6月に発売されたApple II Plus

バイトショップとの取引により約8,000ドルの利益を得たジョブズはさらなる事業拡大を望み、そのためには多額の融資が必要となった。ジョブズはアタリ時代の上司ノーラン・ブッシュネルの勧めにしたがい、セコイア・キャピタルの創業者ドン・バレンタインに会って融資を求めたが、バレンタインはAppleへの投資に興味を持たず、代わりにフェアチャイルドセミコンダクター時代の元部下で、個人投資家として財を成していたマイク・マークラを紹介した。
若くして引退生活を送っていたマークラは、ジョブズの野心とウォズニアックの技術的才能に心を動かされ、1976年11月に引退から復帰してAppleに加わった。マークラは自分の個人的資産から9万2,000ドルをAppleに投資したほか、バンク・オブ・アメリカから25万ドルの信用供与を確保した。マークラは事業に参加する条件として、当時まだHPの社員だったウォズニアックが今後Appleでの仕事に専念することを要求したため、ウォズニアックはHPを辞めざるを得なかった。
マークラの助けを得たAppleは1977年1月3日に法人化され、"Apple Computer, Inc." となった。マークラは会社の成長には経験豊富な経営者が不可欠であると考え、フェアチャイルドセミコンダクター時代の元同僚で、当時はナショナル セミコンダクターの製造部門を率いていたマイケル・スコットを引き抜き、Appleの初代社長兼CEOに任命した。スコットは1977年2月からAppleでの仕事を始め、すぐにAppleを組織的にするための施策として、新たに社員番号を入れた社員証を発行した。スコットはその功績を認めてウォズニアックに社員番号1を与えたが、ジョブズは「1」が自分に与えられなかったことに不満を感じ、再考するようスコットに抗議した。しかし、スコットも譲らなかったため、最終的にジョブズは社員番号0を与えてもらうことで妥協した。
Apple Iの後継機種である「Apple II」は、1977年4月16日 - 17日に開催された第1回「ウェスト・コースト・コンピュータ・フェア」で初めて発表され、その後希望小売価格1,298ドルで発売された。ウォズニアックはApple Iの発売以前から新型コンピュータの開発作業を始めており、1976年8月にはすでにApple IIの実動するプロトタイプを完成させていた。むき出しの基板（マザーボード）として販売されたApple Iとは大きく異なり、Apple IIは基板やキーボード、電源装置などが一体化された筐体であり、テレビ等の外部ディスプレイを接続すればすぐにコンピュータとして使用することができたほか、ディスプレイにカラー表示することが可能なのも大きな特長だった。
Apple IIの販売は当初から好調だったが、1978年7月にウォズニアックが設計した安価かつ高性能な専用外付けフロッピーディスクドライブ「Disk II」が登場し、本体の売り上げに大きく貢献した。そして1979年10月にApple II専用として発売された表計算ソフト「VisiCalc」が大ヒットを記録すると、商用・企業用コンピュータとしてのApple IIの需要に火がつき、その販売台数は飛躍的に増加した。1977年に2500台だったApple IIの販売台数は、1981年には21万台にまで急増していた。マイクロコンピュータ市場におけるApple製品のシェアは1978年には10パーセントだったが、1980年には27パーセントとなり、タンディとコモドールを上回って業界トップに躍り出た。

### 株式公開・Apple IIIの失敗

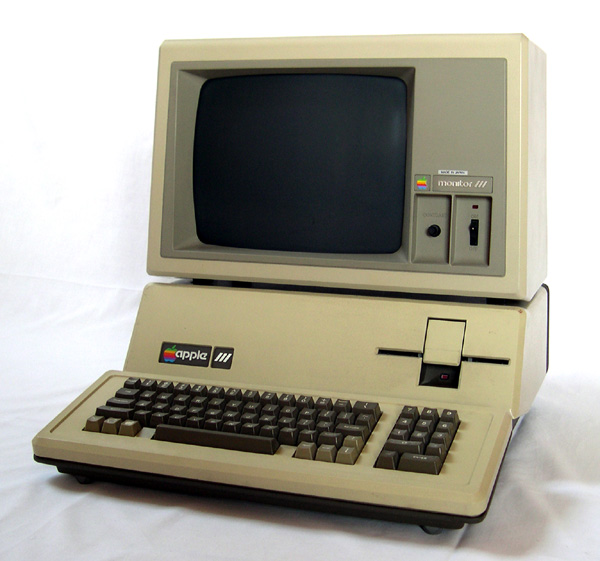
1980年に発売されたApple III

1980年12月12日、Apple Computerは新規株式公開 (IPO) を行い、自動車会社フォードが1956年に行ったIPO以来最高となる資金調達額を記録した。このIPOにより、750万株を持つジョブズは約2億5,600万ドルの個人資産を手に入れ、ウォズニアックやマークラ、スコットらも莫大な利益を得た。
株式公開に先立つ1980年5月、Appleはビジネス向けに特化して設計された「Apple III」を発売し、巨大企業IBMに商用コンピュータ市場で挑戦を仕掛けたが、4,340 - 7,800ドルという価格設定の高さと、対応ソフトウェアの不足、そしてハードウェアの設計上の欠陥がわざわいし、Apple IIIは極度の販売不振に陥った 初期に出荷されたApple IIIのほとんどが欠陥品としてリコールされ、Appleは14,000台余りのApple IIIを無料で交換することを強いられた。1984年に生産終了するまでのApple IIIの累計販売台数は約12万台に過ぎなかったが、Apple IIは同じ期間に約200万台を売り上げていた。ウォズニアックは、技術者ではなくマーケティング部門の意向に基づいて設計されたことがApple IIIの敗因であったと分析している。
他方、IBMは1981年8月12日に「IBM PC」を発表してパーソナルコンピュータ (PC) 市場へ参入し、AppleとIBMの競争は本格化した。IBM PCの発売に際し、Appleは経済紙ウォール・ストリート・ジャーナルに今日では有名になった「Welcome, IBM. Seriously（ようこそ、IBM）」と題する全面広告を出してIBMを「歓迎」して見せるなど、当初はIBM PCが大きな脅威になるとは認識していなかった。しかしIBM PCの販売は好調であり、初年度だけで5万台を売り上げ、2年後には売上高でApple製PCを追い抜いた。1983年度のデータによれば、この年にAppleの市場シェアが20パーセントから21パーセントに微増するにとどまったのに対し、IBMの市場シェアは18パーセントから26パーセントに伸びていた。

### ゼロックスPARC見学・Lisa

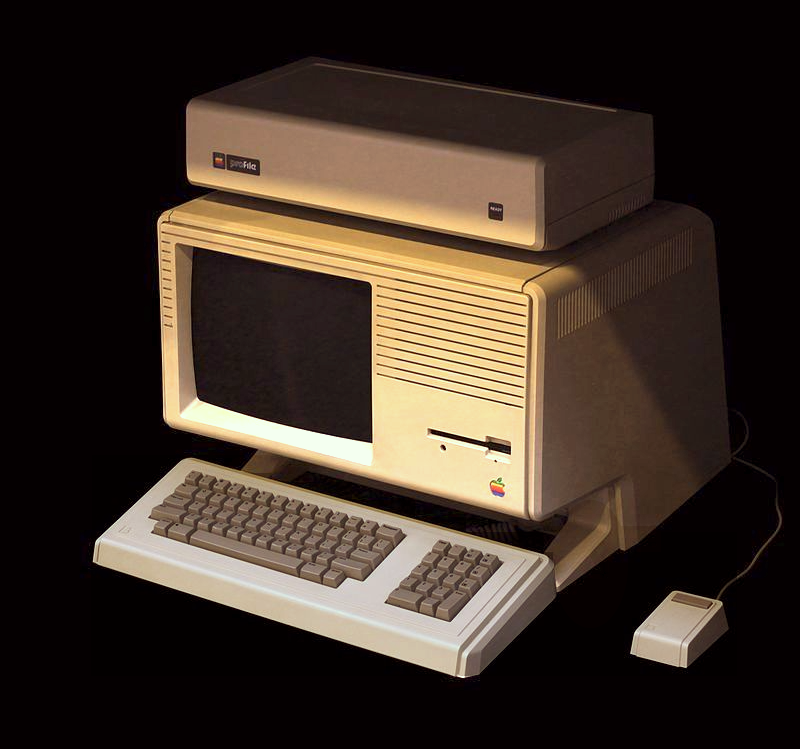
1983年に発売されたLisa

1979年夏、ゼロックスにAppleの株式10万株をIPO前に売却することの交換条件として、ジョブズはゼロックスのパロアルト研究所 (PARC) を見学する権利を得た。1979年12月にPARCを訪れたApple関係者の一団（ジョブズを含む）は、そこで目にしたマウスによって操作される先進的なグラフィカルユーザインタフェース (GUI) に強い印象を受けた。
ジョブズはAppleで1978年頃から開発されていたビジネス向けPC「Lisa（リサ）」に、PARCで目にしたようなGUIを実装することを決意し、1980年初頭からLisaプロジェクトのトップに立って開発を主導し始めた。しかし、Lisaの開発はジョブズの過剰な技術的要求によって混迷することとなり、社長スコットの判断でジョブズは1980年9月にLisaの開発チームから外された。
その後、ジョブズとの対立を深めたスコットはマークラからの支持も失って社長兼CEOを辞任することとなり、1981年3月からは暫定的にマークラがスコットの後を継いだ。スコットは、当時のAppleを暗に批判する手紙を残して1981年7月に会社を去った。スコットに代わる経営者として、ジョブズはペプシコーラからジョン・スカリーを引き抜いたが、スカリーを説得する際にジョブズが用いた「このまま一生、砂糖水を売り続ける気なのか？世界を変えるチャンスに賭けてみる気はないのか？」というフレーズは有名になった。スカリーは1983年4月からAppleのCEOとして働き始めた。
1983年1月にようやく発売されたLisaは、GUIやマウスなど多くの革新的機能を備えていたが、価格は9,995ドルと極端に高く、またソフトウェア互換性の欠如がビジネスユーザーを遠ざける結果となり、販売は低迷した。Lisaの開発には1億5000万ドル以上が費やされたと伝えられるが、販売されたのはわずか1万台であり、Appleに多額の損失をもたらした。

## 1984–1996

### Macintoshの発表

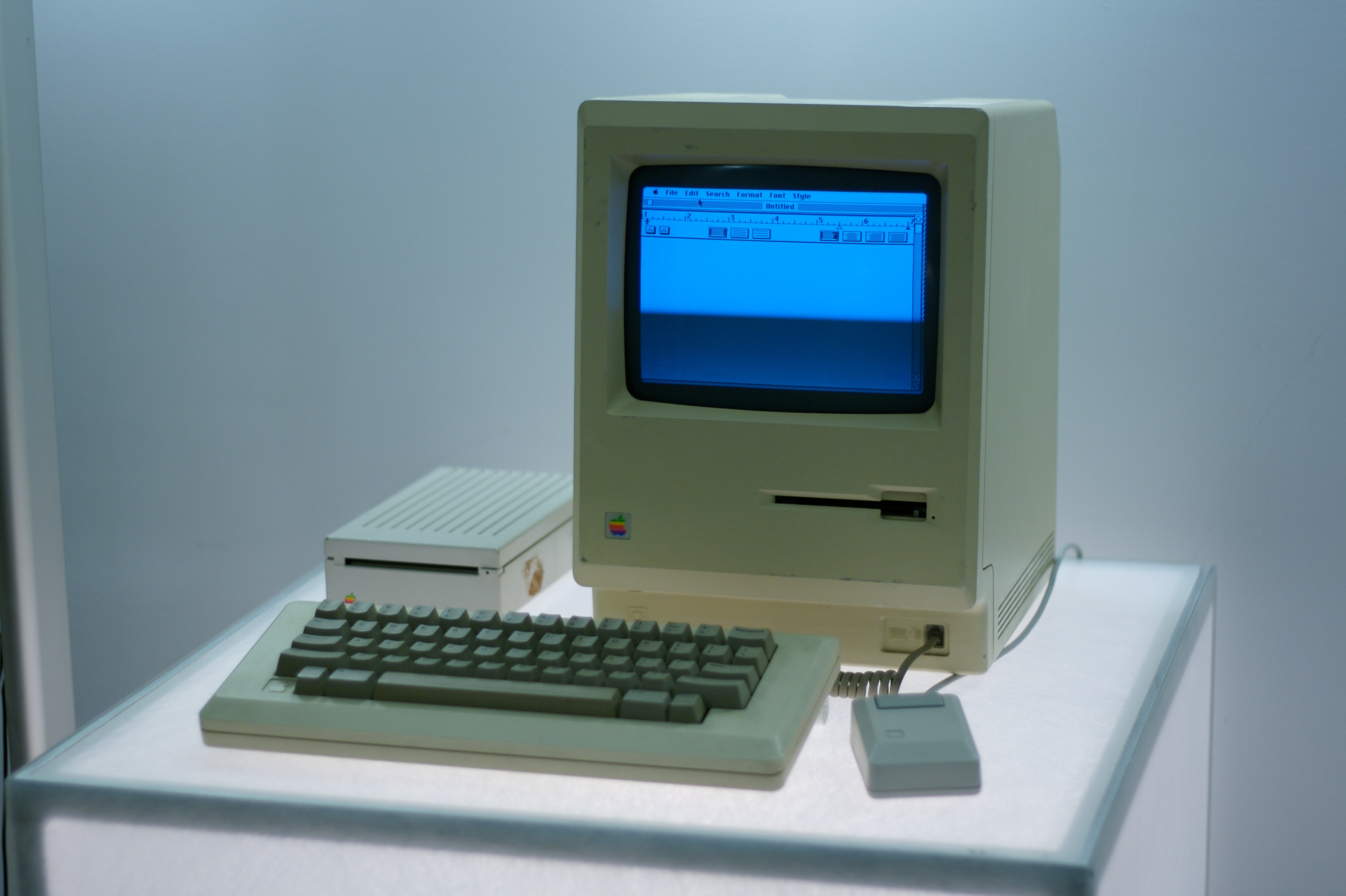
1984年に発売された初代Macintosh

ジョブズはLisaの開発チームから外された後、スコットの勧めもあってジェフ・ラスキンが立ち上げた新型PC「Macintosh」のプロジェクトに加わった。1979年9月に始まったMacintoshの開発は、1,000ドル程度の安価な一般向けPCというコンセプトの元で進められていたが、ジョブズはLisaと同じプロセッサ（MC68000）を搭載し、GUIとマウスを持つ高性能なマシンへの方向転換を試み、性能よりも価格の抑制を重視していたラスキンとは激しく対立した。最終的に、ラスキンはジョブズとの「性格の不一致」を理由に1981年1月にプロジェクトから降りることとなり、1982年3月にはAppleを去った。自らが追い出されたLisaプロジェクトに対抗心を抱いていたジョブズは、MacintoshをApple本社とは独立したプロジェクトとして推し進めた。ジョブズは「海軍に入るよりも、海賊であれ」などと説いて開発チームの連帯感と反骨精神を煽り、プロジェクトを強力に主導した。
Macintoshは1984年1月24日に発売された。その2日前には、リドリー・スコットの監督によるテレビCM『1984』が第18回スーパーボウルで放映されており、Macintoshの発表には大きな注目が集まった。一般向けPCとしては初めてGUIを持ち、マウスでの操作を実現していたMacintoshは、当初はメディアからの喝采を浴び、販売も非常に好調であり、1984年4月末の時点ですでに5万台を売り上げていた。しかし、価格が2,495ドルと比較的高額であったことと、対応ソフトウェアの不足がわざわいし、発売から数カ月が過ぎるとMacintoshの販売は停滞し始めた。Macintoshへの期待が失望に変わると、開発担当者であるジョブズとスカリーらApple経営陣との対立が深刻化した。

### ジョブズとウォズニアックの離脱

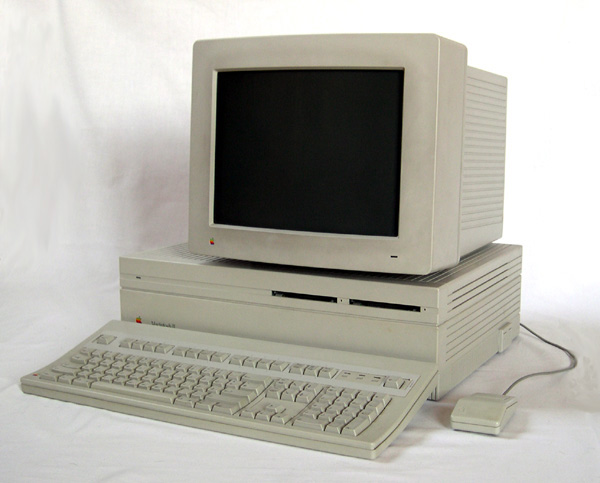
1987年に発売されたMacintosh II

1985年3月、スカリーはジョブズをMacintosh部門から降ろすことを決定し、4月には取締役会から全会一致の承認を得た。ジョブズはこの決定に反発し、スカリーが5月末に中国に出張するのを利用して彼を解任することを画策したが、その企てはAppleのフランス法人ゼネラルマネージャーであるジャン＝ルイ・ガセーにより事前に密告され、スカリーは出張をキャンセルし、翌日の重役会議でジョブズと直接対峙した。スカリーは出席したAppleの重役一人一人に自分とジョブズのどちらを支持するのかを質問したが、全員がスカリーへの支持を表明した。その後取締役会もスカリーへの支持を表明し、5月31日にジョブズは全ての業務から外され、何の実権も持たない会長職を与えられた。
1985年9月、ジョブズはAppleを退社して新会社「NeXT」を立ち上げた。ウォズニアックもまた、別の事業を始めるため1985年前半にAppleを（ジョブズよりも先に）離れていた（非常勤職員としての籍は維持）。その際、ウォズニアックはAppleがApple II部門を冷遇してきたことへの不満を表明し、会社が「過去5年間ずっと間違った方向に進んでいる」と述べた。
ジョブズとウォズニアックが去った1985年には、Appleがキヤノンと共同開発したMacintosh用レーザープリンターである「LaserWriter」と、アルダスが開発した文書作成ソフト「PageMaker」が発売され、「デスクトップ・パブリッシング (DTP)」という新たな市場が誕生した。精巧なタイポグラフィ機能を備えていたMacintoshは、DTP用コンピュータとして圧倒的な人気を博し、Appleは初期のDTP市場を事実上独占することに成功した。ジョブズに代わってMacintosh部門のトップに立ったガセーは、55パーセントの利益率という目標を意味する「55か死か (fifty-five or die)」というスローガンを掲げてMacintosh製品の値上げを実行し、1980年代後半のAppleで高価格・高利益率路線を推し進めた。高価格で販売された「Macintosh II」などの新型モデルは高い利益率を提供し、DTP市場での人気を背景に当初は売上高にも減少は見られなかった。
1980年代末、Macintoshと同等の機能をはるかに低い価格で提供するPC/AT互換機用のDTPプログラムが登場すると、ガゼーの高価格路線は裏目にでることとなった。Macintoshはそれまで維持してきたDTP用途での優位性を失い、高価格路線の結果としてその他の一般ユーザーはMacintoshを敬遠していた。1989年9月にはガゼーが開発を推進したポータブルコンピュータ「Macintosh Portable」が発売されたが、ライバル機種と比較してかなり重いことがネックとなり販売は低迷した。Appleは1989年のクリスマス・シーズンで史上初めて売上高の減少を記録することとなり、それを受けて株価は20パーセント下落した。この時期にはスカリーとガゼーの関係も悪化しており、スカリーは1990年1月、最高執行責任者 (COO) にガゼーではなくマイケル・スピンドラーを任命した。この事実上の降格処置を受けて、ガゼーは1990年9月にAppleを去った。ガゼーが退社した直後の1990年10月、Appleは「Macintosh Classic」、「Macintosh LC」、「Macintosh IIsi」という3種の廉価モデルを発売し、低価格帯（ローエンド）の製品ラインナップ強化を図った。

### 業績悪化・スカリーの退任

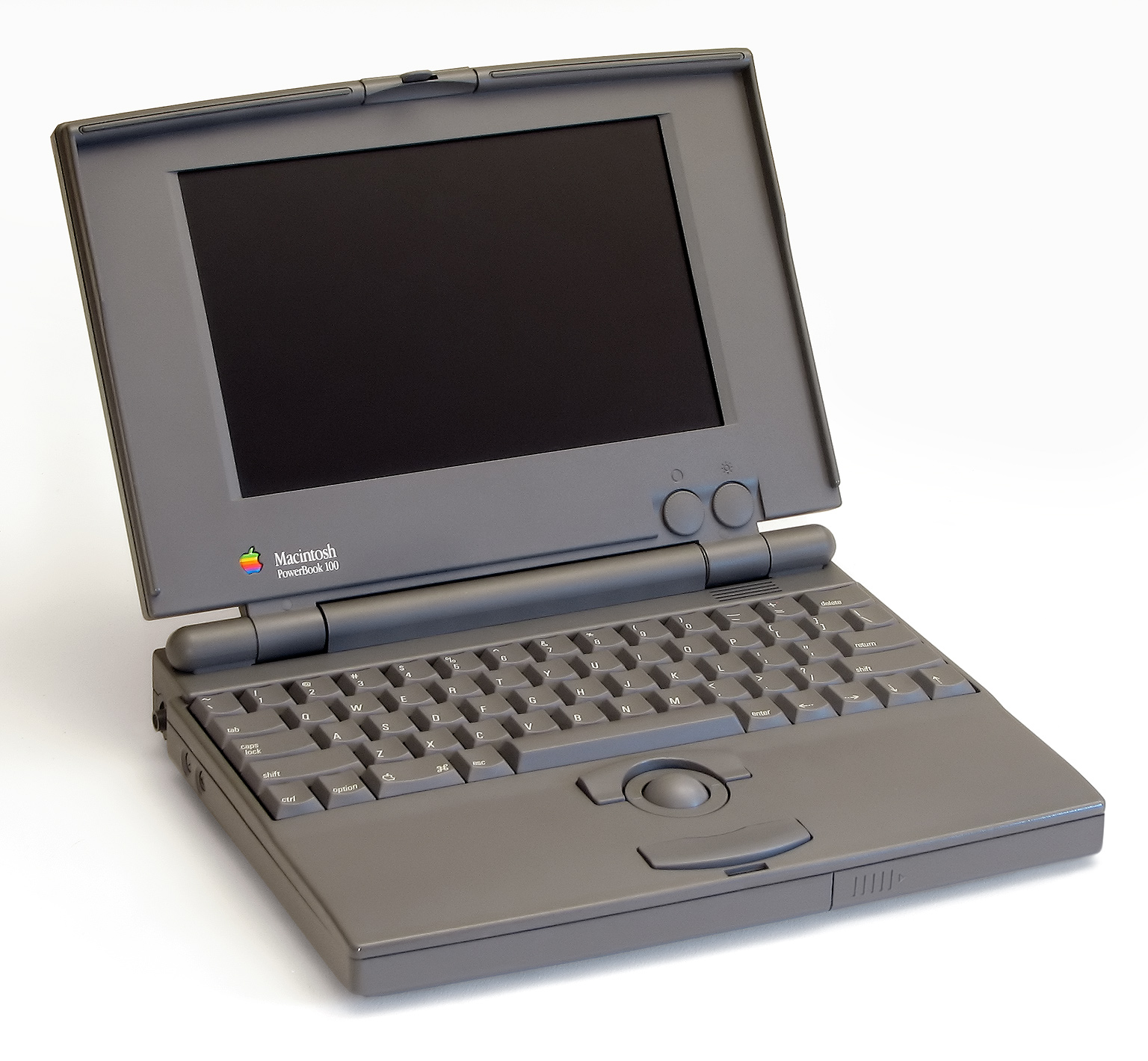
1991年に発売されたPowerBook

1991年10月、Appleは新型ポータブルコンピュータ「PowerBook」を発表し、現代のほぼ全てのノートパソコンの原型となるデザインを示した。失敗に終わったMacintosh Portableとは異なり、軽量なPowerBookは発売後1年で40万台以上を売り上げる大成功を収め、約10億ドルの収入をAppleにもたらした。同年には大幅アップグレードされたMacintosh用オペレーティングシステム (OS) である「System 7」も発表され、インタフェースのカラー化が実現されるなど、その後のMac OSの原型となった。他方、Appleの上層部は継続的な成功を収めているApple IIシリーズについて、製造コストが高くつく上にMacintoshから売り上げを奪っていると考えていた。1993年11月15日、Apple IIeの販売が打ち切られ、16年以上続いたApple IIシリーズはAppleの製品ラインナップから消滅した。
この時期、マイクロソフトは安価なPC/AT互換機向けの環境として「Microsoft Windows 2.0」（OSはMS-DOS 3.x）を供給することで市場シェアを伸ばし続けていた。1988年、Appleはマイクロソフトが自社のGUIを「Windows 2.0」に盗用したとして、アップルコンピュータ対マイクロソフト訴訟を起こした。この法廷闘争は1995年2月まで約7年間続いたが、最終的にAppleの訴えは退けられた。
Windowsを搭載するPCとの競争に勝利するため、Appleは価格帯や仕様の異なる数十のMacintosh製品を展開し、幅広い顧客のニーズを満たそうと試みた。1991年から1993年にかけ、AppleはMacintoshに3つのブランドを新設し、ハイエンドの「Macintosh Quadra」、ミッドレンジの「Macintosh Centris」、ローコストの「Macintosh Performa」を加えた。しかし、仕様の異なるモデルが乱立する状況は一般の消費者を混乱させることとなり、Macintoshの売り上げに悪影響を及ぼした。スカリーはAppleにはMacintoshに代わる画期的な新製品が必要と考えており、携帯情報端末「Apple Newton」の開発プロジェクトを1990年頃から全面的にサポートした。Newtonの開発やマーケティングには約5億ドルが投じられたが、1993年に実際に発売されると販売は低調であり、4年半後には生産終了となった。
1993年の第3四半期、Appleは過去最悪となる1億8,830万ドルの損失を計上した。業績悪化が表面化する中、Newtonの失敗や政治活動への傾倒によって取締役会からの信用を失っていたスカリーは、1993年6月18日をもってCEOを退任させられ、COOを務めていたマイケル・スピンドラーが新CEOに就任した。CEO退任後もスカリーは会長職にとどまったが、1993年10月にはAppleを去って他社のCEOに就任した。

### ジョブズの復帰
1991年10月、AppleとIBM、Motorolaは提携関係を結び、Wintelに対抗する標準プラットフォームの創造を目的とした連合（AIM連合）を結成した。そして1994年、この提携の成果として生まれた「PowerPC」プロセッサを搭載する「Power Macintosh」が発売された。1996年2月初旬、スピンドラーが辞任し、ギル・アメリオが後任としてAppleのCEOに就任した。会社再建人としての評判を買われてナショナル・セミコンダクターから引き抜かれたアメリオは、CTOにエレン・ハンコックを迎え、大胆なレイオフとコスト削減策を実行した。TaligentやCoplandといった次世代OSの開発に失敗していたAppleは、ハンコックによる精査で最終的にはOSを外部から調達する決定を行い、ジョブズが立ち上げたNeXTを1997年に買収することで同社の「NeXTSTEP」を獲得し、その結果ジョブズはAppleに復帰した。アナリストのベン・トンプソンによれば、ジョブズが復帰した時点でAppleは倒産寸前の状況であったであったという。

## 1997–2009

### iMac・iPodの発表

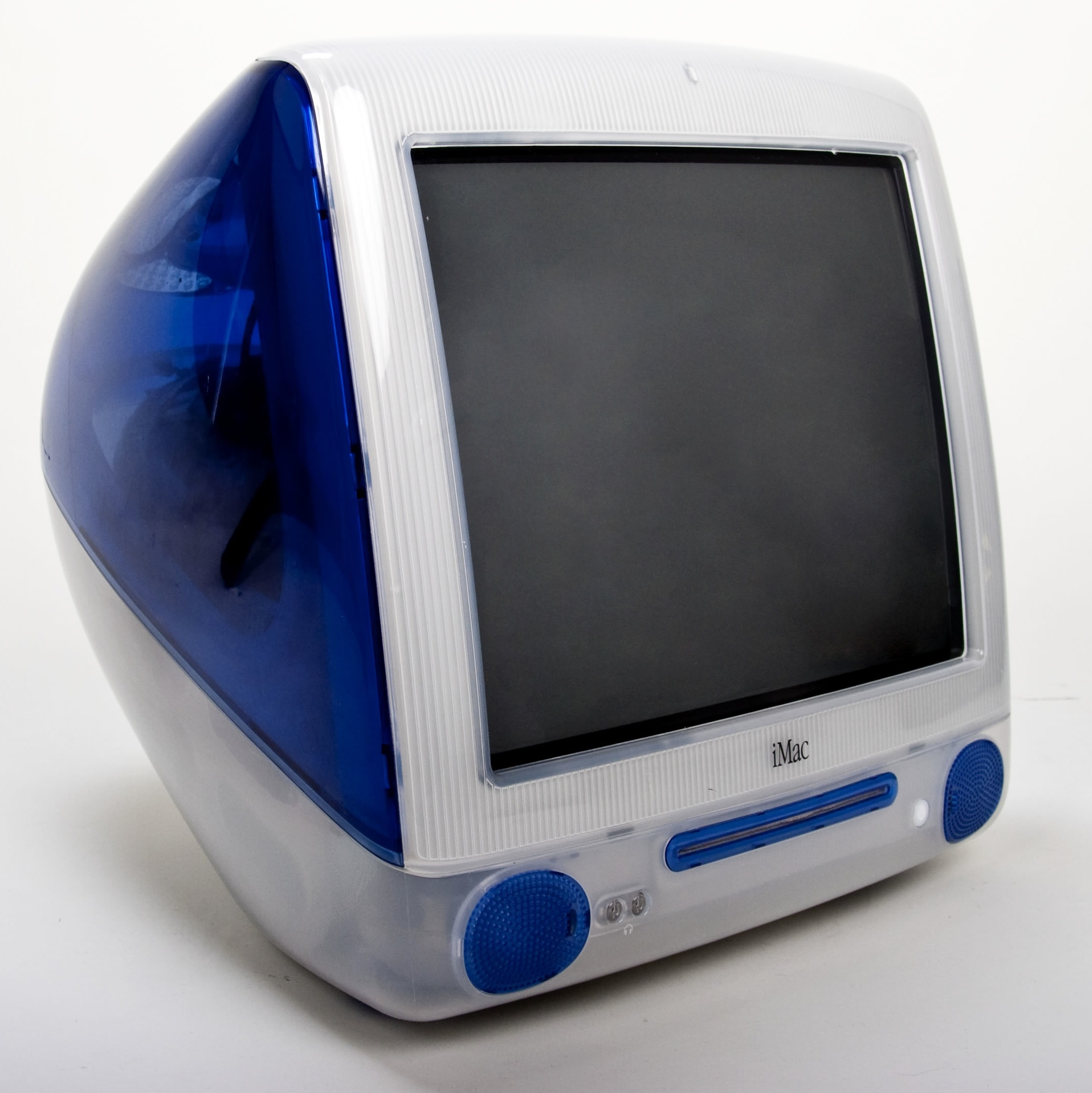
1998年に発表されたiMac

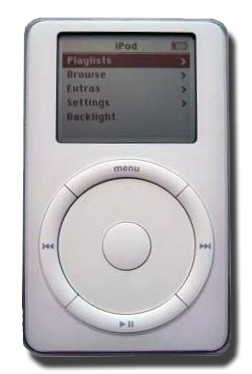
第2世代のiPod

1997年2月9日、AppleによるNeXTの買収が完了し、ジョブズは相談役として正式にAppleに迎えられた。1997年7月、Apple株が記録的な安値を付けたことを受けて、取締役会はアメリオをCEOから解任することを決定した（暫定CEOはCFOのフレッド・D・アンダーソン）。1997年8月のMacworld Expoにて、ジョブズは最新バージョンのMicrosoft Office がMacintosh向けに発売されること、そしてマイクロソフトがAppleに1億5000万ドルの投資を行ったことを発表した。その後1997年9月よりジョブズが暫定CEOに就任し、Appleの製品ラインナップの再建に取り組み始めた。この時期、ジョブズは有望なデザイナーとしてジョナサン・アイブを見出し、アイブはApple製品の再興に重要な役割を担うようになった。
1998年8月15日、AppleはMacintosh 128Kを彷彿とさせるオールインワン型PC「iMac」を発表した。iMacのデザインチームを率いたアイブは、その後「iPod」と「iPhone」のデザインも手がけることとなる。最新の技術とユニークなデザインを特徴とするiMacは、発売から5カ月で約80万台を売り上げるヒットを記録した。2000年、AppleはCasady & Greeneが1998年に公開したMP3再生ソフト「SoundJam MP」を買収した。それに合わせてSoundJam MPの主要な開発者たちはAppleに移籍し、ソフトのインタフェース等を改良し続け、2001年1月に「iTunes」としてリリースした。
2001年3月24日、数年の開発期間を得て、NeXTのOPENSTEPの技術ベースの「Mac OS X」が公開された。Mac OS 9ユーザの移行を助けるため、Mac OS XはMac OS 9のアプリケーションを使用可能にする「Classic環境」を用意した。同年5月19日にはバージニア州とカリフォルニア州で世界初の「Apple Store」がオープンした。
2001年10月23日、Appleは携帯型デジタル音楽プレイヤー「iPod」を発表した。iPodは社会現象的な大ヒットとなり、発売後6年間で1億台を売り上げる成功を収めた。2003年には1曲あたり0.99ドルで音楽をダウンロードできるサービスとして「iTunes Store」が開始され、iPodとの連携機能が用意されていたこともあって、早々にオンライン音楽サービスを牽引する存在となった。2008年6月19日までにiTunes Storeでの累計ダウンロード数は50億回を越えた。2010年までにiTunes Storeは世界最大の音楽小売店となっていた。

#### インテル製CPUへの移行
2005年6月6日、ジョブズはWWDCの基調講演で、2006年からインテルのCPUを搭載したMac（Intel Mac）への移行を発表した。2006年1月10日、インテルのCore Duoプロセッサを搭載した新型「MacBook Pro」と「iMac」が発表された。同年の8月7日までに、Appleは全てのMac製品をインテル製CPUに移行させたが、これは発表よりも1年以上早く実行された。"Power Mac"、"iBook"、"PowerBook" の3ブランドはこの移行によって生産終了となり、それぞれ "Mac Pro"、"MacBook"、"MacBook Pro" に引き継がれた。同年にはIntel MacでWindows XPもしくはWindows Vistaの使用を可能にするAppleの公式ソフト「Boot Camp」も公開された。

### 社名変更・iPhoneの成功

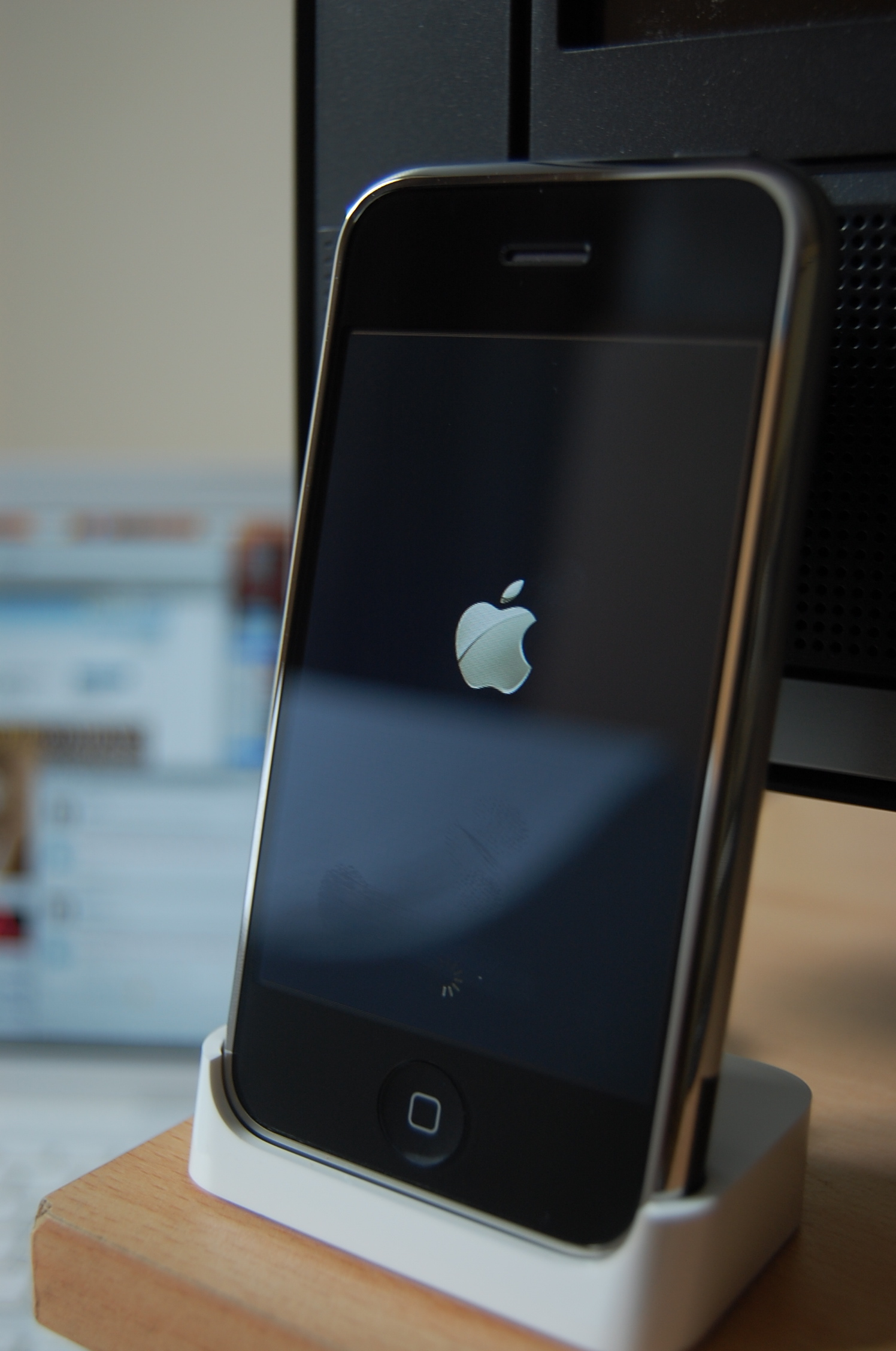
2007年に発売されたiPhone

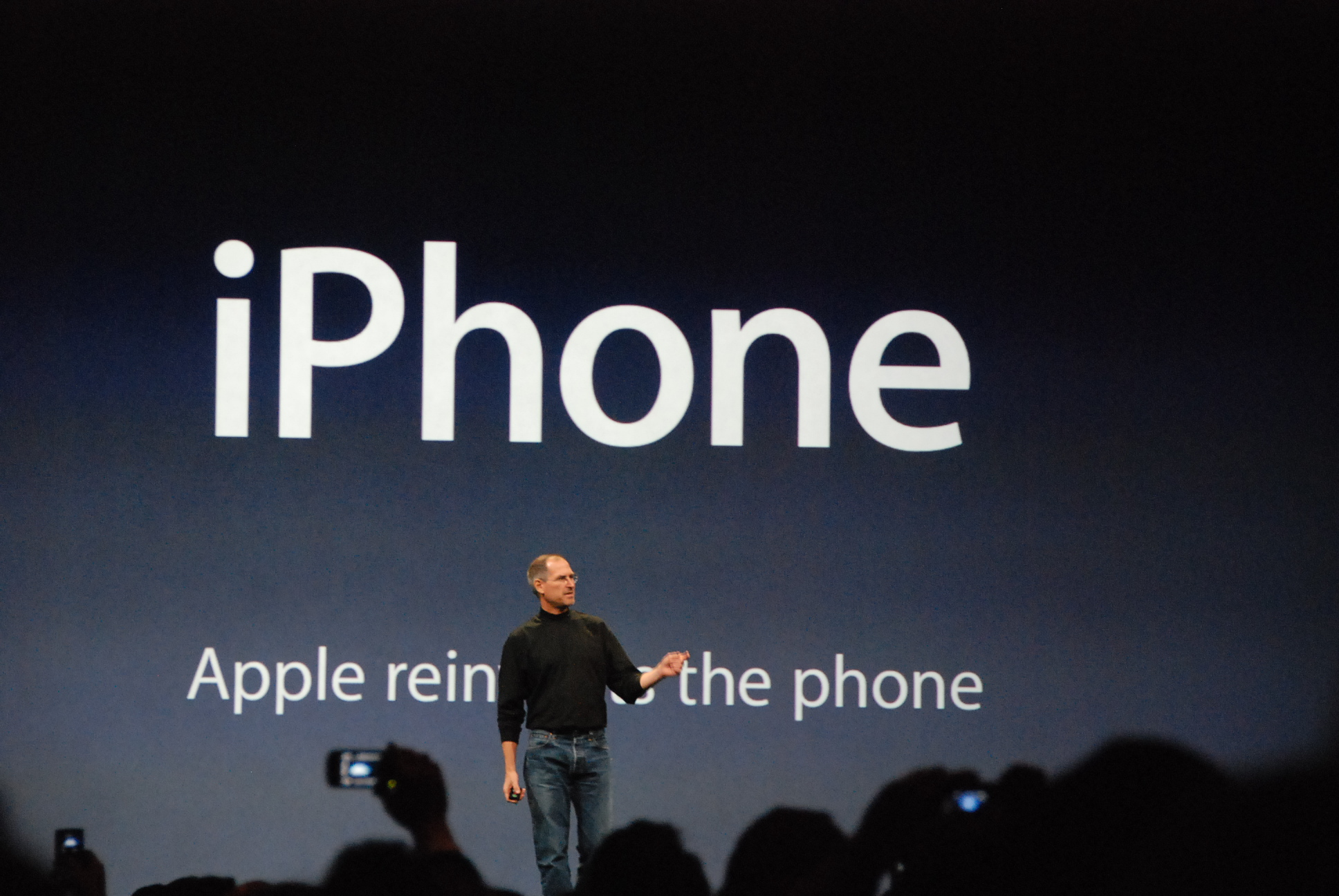
iPhoneを発表するスティーブ・ジョブズ

2007年1月9日、ジョブズはMacworld Expoの基調講演で、Appleの重点がコンピュータ市場からより広い電化製品市場にシフトしたことを踏まえて、社名を "Apple Computer, Inc." から "Apple Inc." に変更することを発表した。同イベントでは「iPhone」および「Apple TV」の正式発表も行われた。iPhoneは発売後30時間で27万台を売り上げる成功を収め、メディアはこの製品を「業界のゲームチェンジャー（a game changer for the industry）」と呼んだ。
2007年2月6日、Apple公式ウェブサイトに掲載された記事の中で、ジョブズはiTunes Storeで売る音楽のデジタル著作権管理 (DRM) を解除し、サードパーティー製の音楽プレーヤーでも再生可能にする意向であることを表明した。2007年4月2日、AppleとEMIは共同で声明を出し、同年5月よりiTunes Storeで公開されているEMIの音楽ファイルからDRM技術を取り除くことを発表した。最終的に、EMI以外の全てのレコード会社も同様の措置をとり、2009年1月にはiTunes Store上の全楽曲がDRM (FairPlay) 無しで利用可能になったことが発表された。
2008年7月、Appleはサードパーティー製のiPhoneおよびiPod touch向けアプリケーションを販売する「App Store」を開設した。開設後１カ月以内で、App Store上では6,000万本のアプリケーションが販売され、1日あたり平均100万ドルの売り上げがあった。ジョブズは2008年8月に、App Storeは将来的に10億ドル規模のビジネスになり得ると述べた。
ジョブズは2009年1月14日、病気の治療に専念するため、2009年6月末までCEOを休職することを発表した。ジョブズ不在の状況で迎えた2009年度の第1四半期は、ホリデーシーズン期以外では過去最高の四半期となり、売上高は81億6,000万ドル、利益は12億1,100万ドルを記録した。

## 2010–現在

### ジョブズの死・クック時代

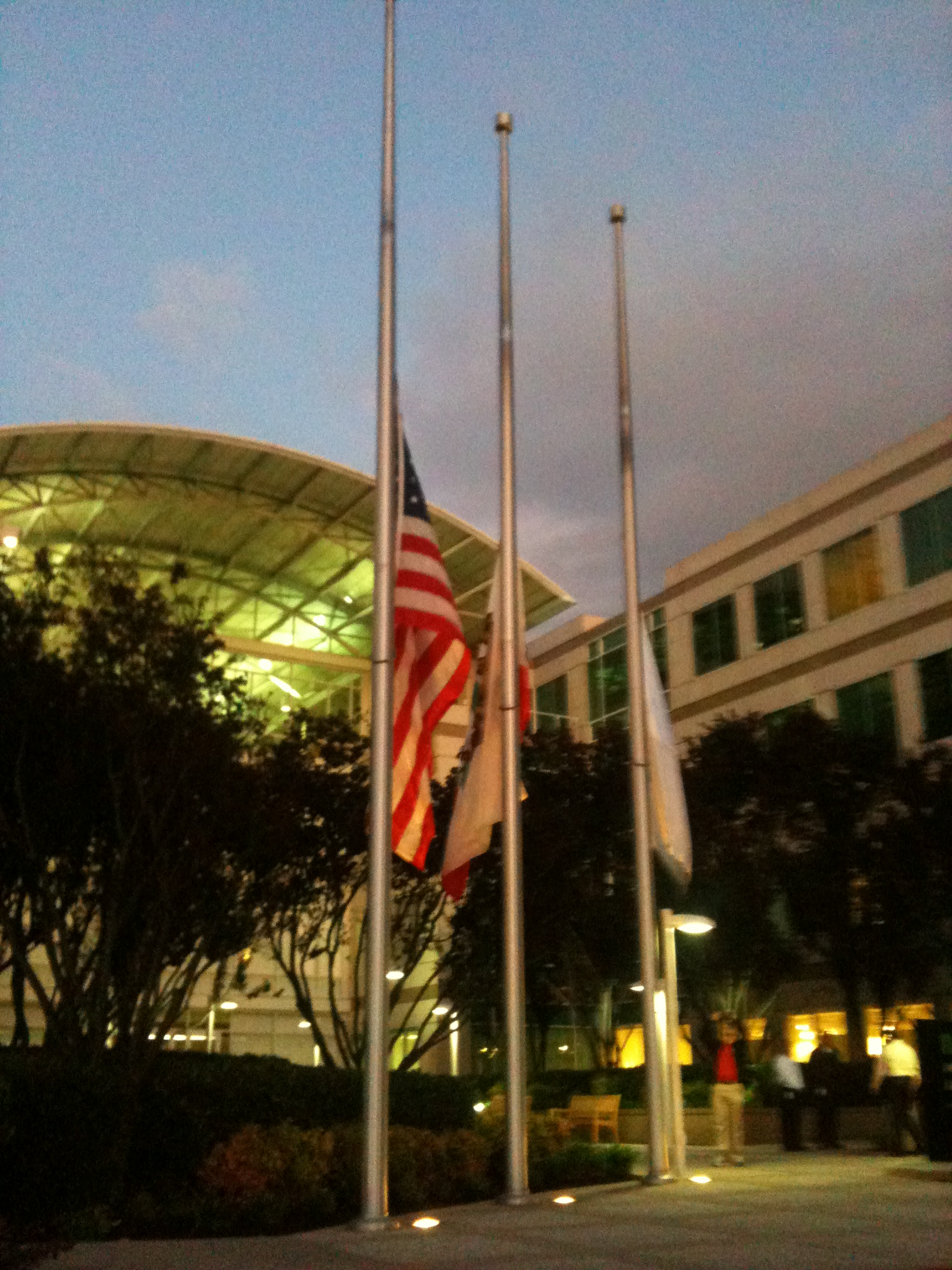
ジョブズの死を悼んでApple本社に掲げられた半旗

2010年1月27日、Appleは以前から登場が噂されていたタブレット型デバイス「iPad」を発表した。 iPadはiPhone向けをカスタマイズしたタッチ操作ベースのOSを採用しており、ほとんどのiPhone用アプリケーションが使用可能となっていた。iPadは2010年4月3日からアメリカで販売され、発売初日だけで30万台以上、発売初週の終わりまでに50万台以上を売り上げた。2010年5月、Appleの時価総額は1989年以来初めてマイクロソフトの時価総額を上回った。
ジョブズは2011年1月17日、改めて病気の治療に専念するため、無期限でCEOを休職することを発表した。これを受け、最高執行責任者のティム・クックがジョブズの日常業務を引き継いだ。2011年6月、療養中のジョブズがWWDCの基調講演に登壇し、オンラインストレージおよびメール・コンテンツ同期サービスである「iCloud」を発表した。iCloudの発表は、ジョブズが生前に行った最後の製品発表となった。
2011年8月24日、ジョブズはAppleのCEOを辞任した。CEO職はクックに引き継がれ、ジョブズはAppleの会長に就任した。 2011年10月5日、スティーブ・ジョブズが56歳で亡くなり、Appleにおける一時代の終わりを告げた。2012年1月19日、ジョブズの没後初となるAppleの製品発表がニューヨークで行われ、フィリップ・シラーがiOS向けの「iBooks Textbook」とMac OS X向けの「iBooks Author」を発表した。ジョブズは生前、自分の伝記の中で、教科書業界と教育を再創造したいと語っていた。
2012年8月20日、Appleの株価は上昇を続け、同社の株価時価総額は過去最高の6,240億ドルに達し、1999年にマイクロソフトが記録した数字を上回った。2012年8月24日、2011年にAppleが韓国のサムスン電子を特許侵害で訴えたアップル対サムスン訴訟について、陪審員は評決を言い渡し、サムスンにAppleに対して10億5,000万ドルの損害賠償を支払うことを命じた。サムスンは上訴し、2013年に裁判所は賠償金を4億5,000万ドル分減額するよう命じ、さらにサムスンによる再審理の要請を認めた。Appleは台湾のHTCに対しても特許訴訟を起こしていたが、2012年11月10日、AppleとHTCの間で10年間の特許利用契約が締結されたことが発表され、全ての訴訟が取り下げられた。 Appleはこのライセンス契約によって年間2億8,000万ドルを稼ぐことになると予測された。
2014年9月9日、クックはApple初のスマートウォッチ「Apple Watch」を発表し、この製品が「Appleの次のチャプター」になると述べた。2015年4月に発売されたApple Watchは、当初は批評家にその有用性自体が疑問視されるなどしたが、2016年9月に第2世代のモデルが発売されて以降は好調な売り上げを記録した。
2016年1月には、全世界で約10億台のApple製品がアクティブに使用されているとの推定が発表された。
2020年には、iPhoneの総出荷台数が22億台に達する。

### 空間コンピューティング
2023年6月5日、WWDC 2023の基調講演で、ARヘッドセット型のApple Vision Pro/visionOSにより空間コンピューティングへの進出を発表する。

### 自動車産業への進出
2010年代を通じて、Appleは車両の発明についてさまざまな特許を獲得。2020年代に自動車産業に参入する「Project Titan」として報じられてきたが製品化されることはなかった。詳細はApple Car Projectの項を参照のこと。

### Apple Intelligence
2024年、ケビン・リンチVP率いるApple Car Projectは解散され、携わっていたスタッフの多くは、ジョン・ジャンナンドレア上級副社長が率いる機械学習・人工知能部門に移った。
AppleはWWDC 2024の基調講演で、独自の人工知能Apple Intelligenceを発表し、2024年10月28日よりアメリカ英語のみのベータ版として、iOS 18.1、iPadOS 18.1、macOS Sequoia 15.1で提供を開始した。2025年4月より、iOS 18.4、iPadOS 18.4、macOS Sequoia 15.4にて日本語対応（フランス語、ドイツ語、イタリア語、ポルトガル語（ブラジル）、スペイン語、韓国語、中国語（簡体字）、英語（シンガポール）、英語（インド）対応を含む、ベータ版）が開始された。2025年6月のWWDC基調講演では、Apple Intelligenceの更なるOSやサービスへの統合、Siriの改善が2026年になる見込みであることが発表された。